# Umberto Caligaris
Umberto Caligaris (Casale Monferrato, 26 de julho de 1901 - Turim, 19 de outubro de 1940) foi um futebolista e treinador de futebol italiano, campeão do mundo em 1934.

## Carreira
Umberto Caligaris conquistou a medalha de bronze 1928, e foi campeão da Copa do Mundo de 1934 com a Seleção Italiana de Futebol.